# Gustav Svoboda (Centrokomise)

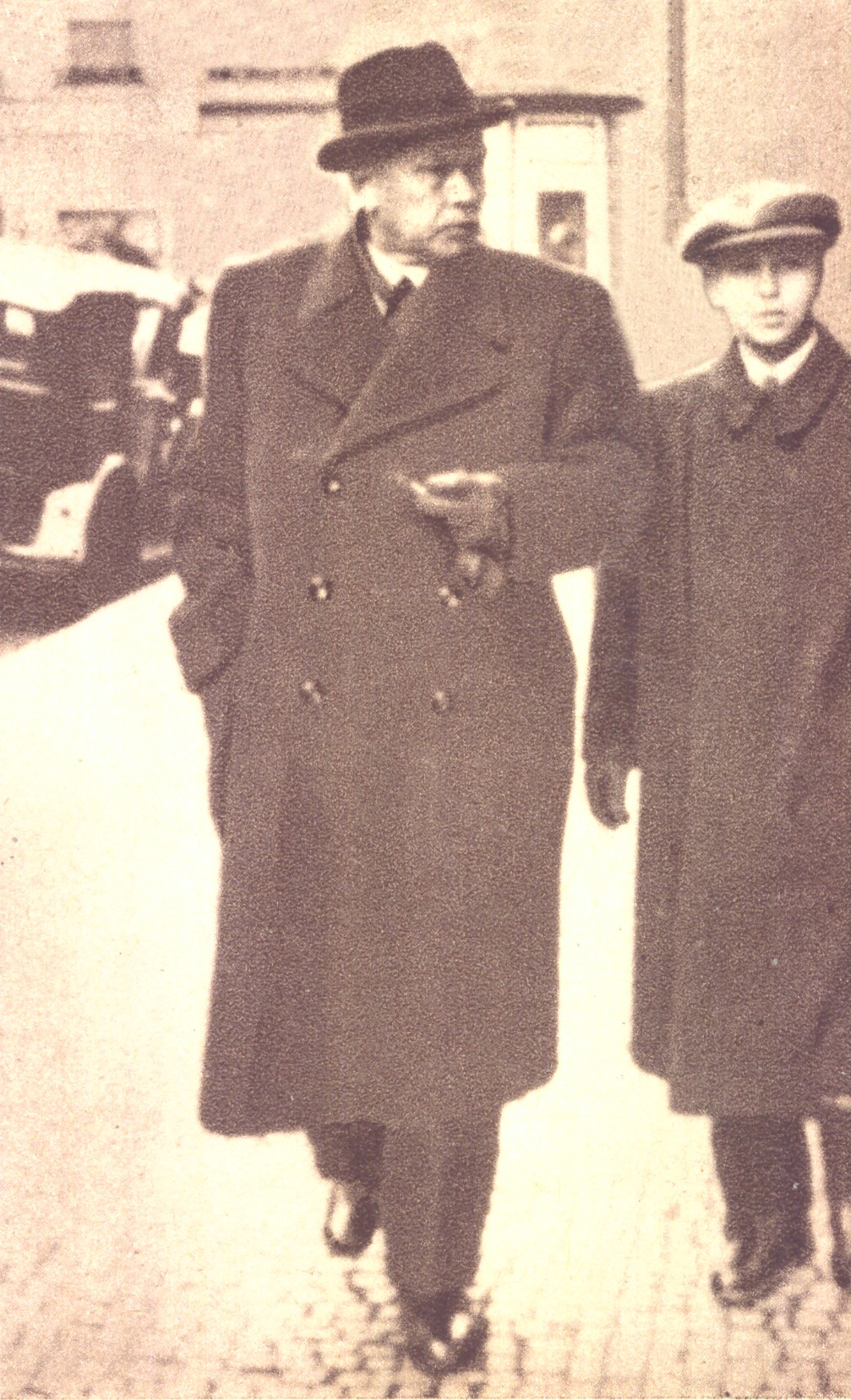
Gustav Svoboda se svým synem Gustavem

Gustav Svoboda (3. června 1890 Praha – 1. června 1943 Berlín–Charlottenburg, Věznice Plötzensee) byl bývalý příslušník československých legií na Rusi. V období protektorátu vykonával funkci ředitele Centrokomise (legionářského podniku pro zahraniční obchod), v protiněmeckém odporu byl napojený na zastřešující orgán odboje – Politické ústředí (PÚ) a na vojenskou ilegální odbojovou organizaci Obrana národa (ON) v jejímž rámci úzce spolupracoval se skupinou odbojářů kolem zpravodajsko–sabotážní skupiny tři králové. Pro podplukovníka Josefa Balabána (velitele tří králů) získával souhrnné informace o pohybu zboží (importu a exportu) v protektorátu, finančními částkami podporoval domácí odboj, byl i důležitým organizátorem nelegálních odchodů odbojářů za hranice protektorátu a vzhledem k tomu, že mohl cestovat za hranice protektorátu vykonával pro odboj i funkci zpravodajského kurýra.

## Život
Gustav Svoboda se narodil 3. června 1890 v Praze. Povinnou vojenskou službu v rakousko-uherské armádě absolvoval u 45. pěšího pluku a po vypuknutí první světové války byl s tímto útvarem odvelen na východní frontu. V hodnosti praporčíka padl v Bukovsku dne 25. prosince 1914 do nepřátelského zajetí. Přihlášku za příslušníka československých legií na Rusi si podal v Tjumeni 21. září 1917 a v hodnosti vojína byl přiřazen k 8. střeleckému pluku československých legií v Rusku. Svoji legionářskou kariéru na Rusi skončil v hodnosti kapitána u finanční správy československých legií a dne 4. dubna 1921 byl ze služby v legiích vyřazen  (demobilizován).

### První republika
Po návratu do nově konstituovaného Československa se Gustav Svoboda záhy zařadil do řad příslušníků prvorepublikové společenské smetánky. Byl členem elity první republiky a to nejen finanční, ale i umělecké. V roce 1941 jeho majetek čítal údajně téměř 7 milionů korun (z toho 2,5 miliónů korun v hotovosti), byl silně pravicově orientován, což potvrdil i tím, že (v době protektorátní) byl zástupcem vedoucího mládežnické organizace Národního souručenství, která se nazývala Mládež Národního souručenství. Obecně požíval Svoboda vážnosti pro svoji zásadovost, charakternost, obětavost a postupem doby získané znalosti z oblasti hospodářské a zahraničně–obchodní.

### Začátky v odboji
Pokud lze o někom prohlásit, že „stál u zrodu domácího odboje“, pak to byl právě Gustav Svoboda. Od podzimu roku 1938 (od podepsání Mnichovské dohody) se v Praze – Dejvicích, v bytě podplukovníka Josefa Balabána (v ulici Na hutích 581/1) nebo v legionářské restauraci Bajkal na Vítězném náměstí v Praze (dnešní Dům armády Praha – DAP), začala scházet neformální skupina, ve které se společně setkávali bývalí příslušníci zahraničních československých legií, především ruských, z doby první světové války (plukovník Josef Churavý, podplukovník Josef Balabán, podplukovník Josef Mašín, major letectva RNDr. Josef Jedlička, major Alois Janotka) a rovněž mladší vlastenecky smýšlející Balabánovi známí (bratr Balabánovy družky Bohuslav Sleza, ředitel Centrokomise Gustav Svoboda a lékárník Otakar Schiedeck – funkcionář skautské organizace).

Účastníci neformálních schůzek v bytě Josefy Kochmannové v ulici Na hutích
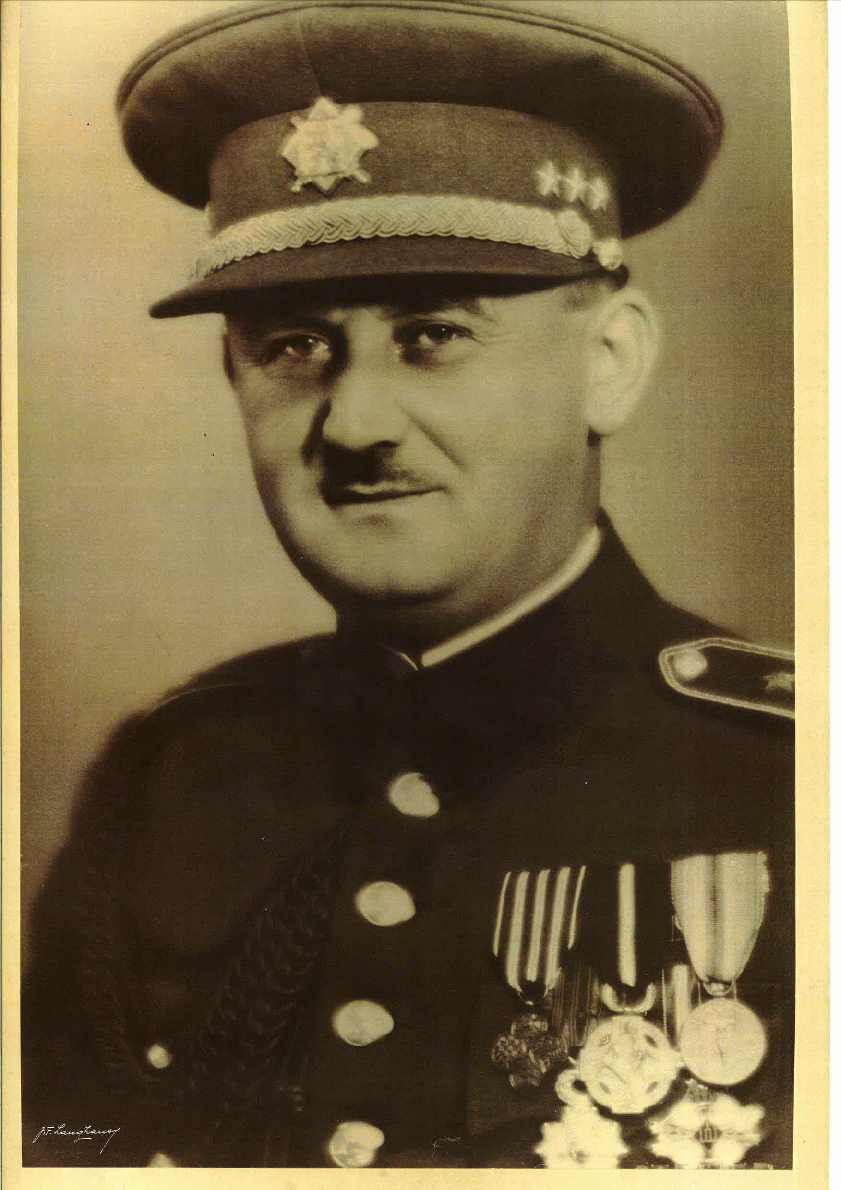
Josef Churavý
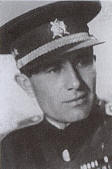
Josef Balabán
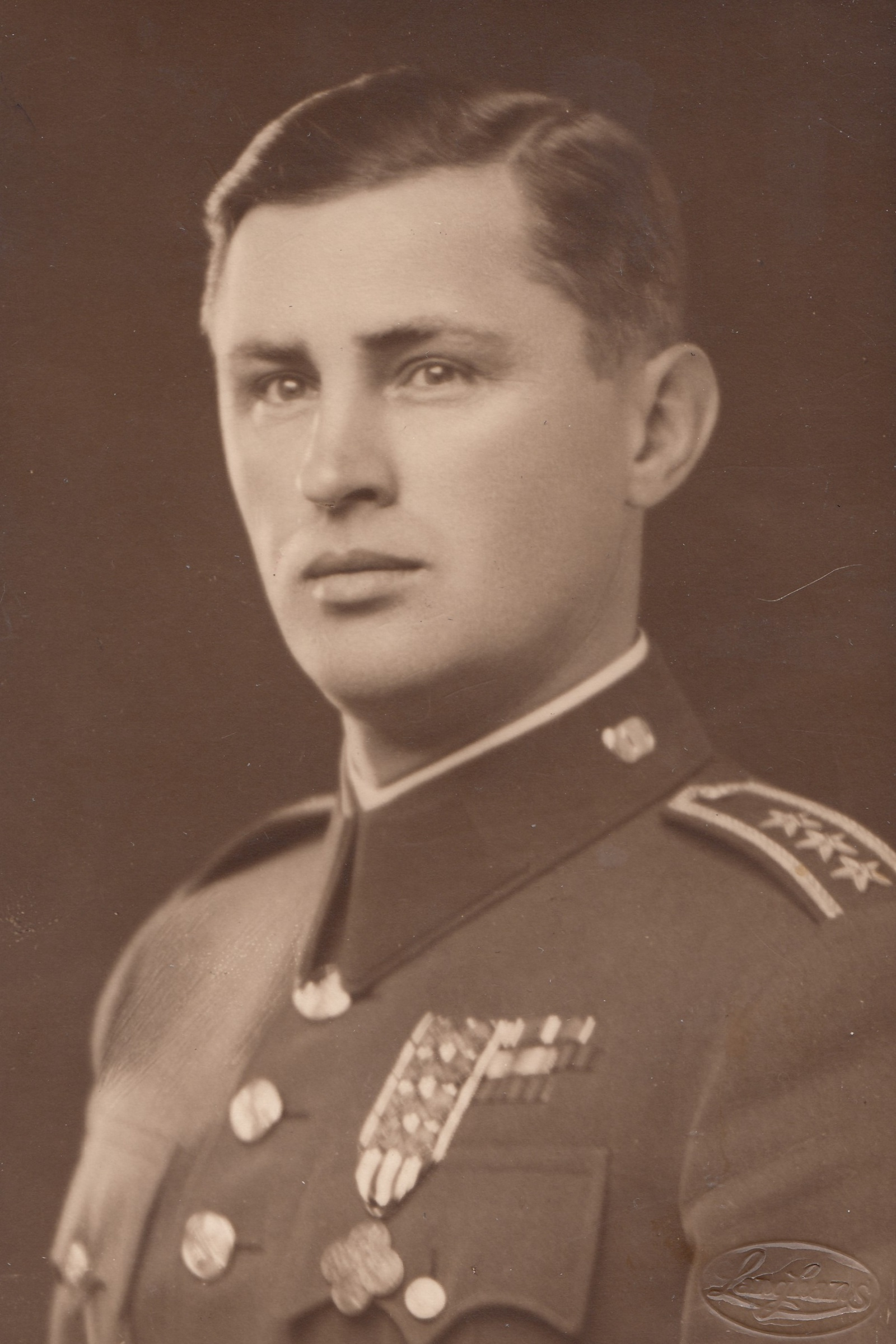
Josef Mašín
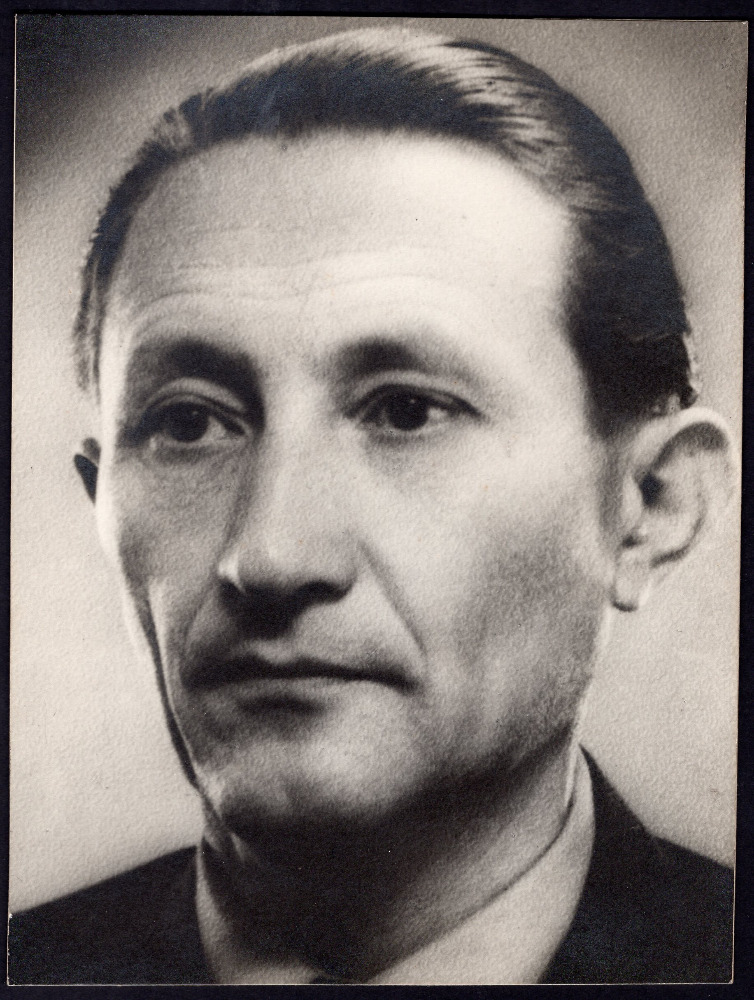
Josef Jedlička
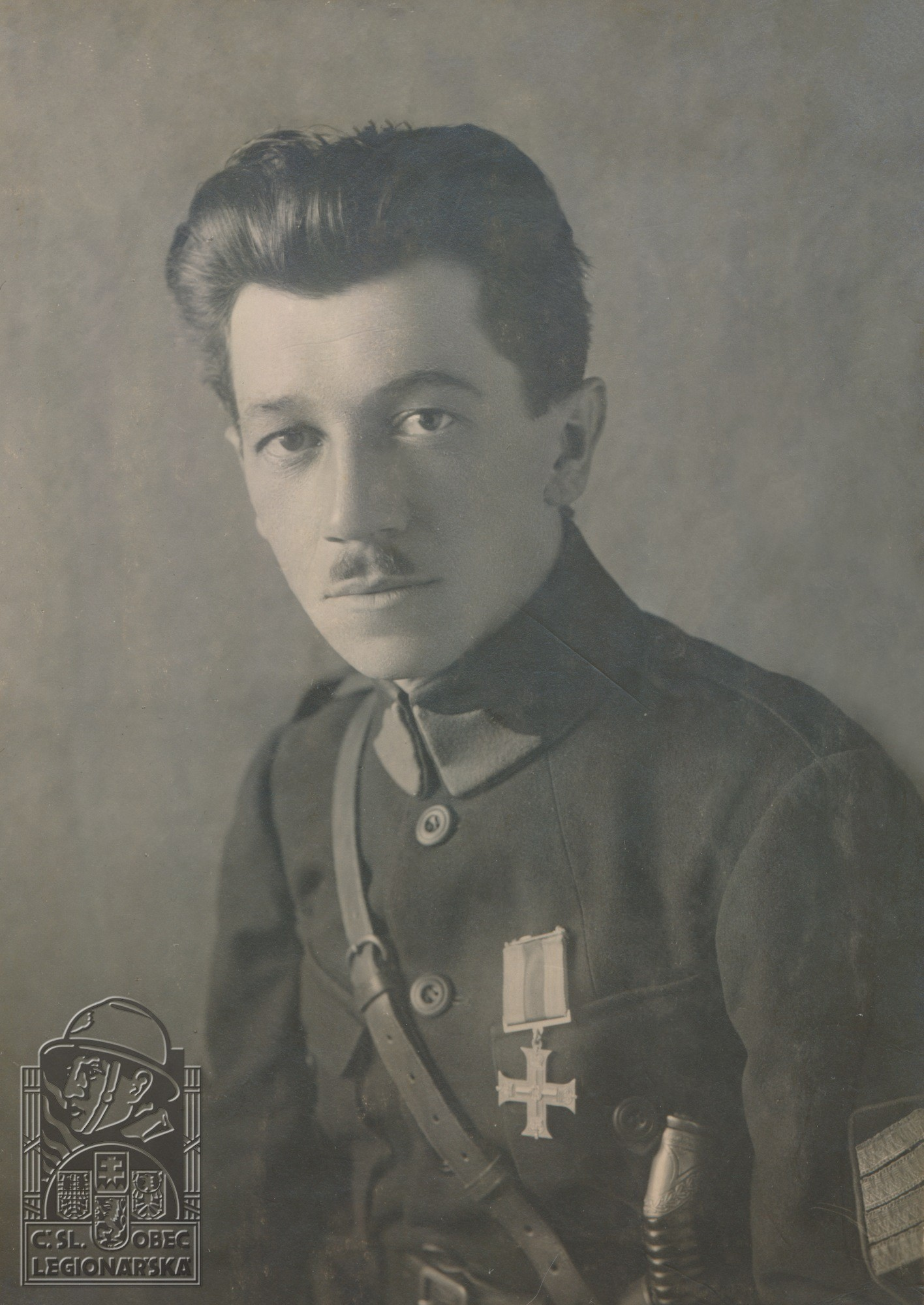
Alois Janotka
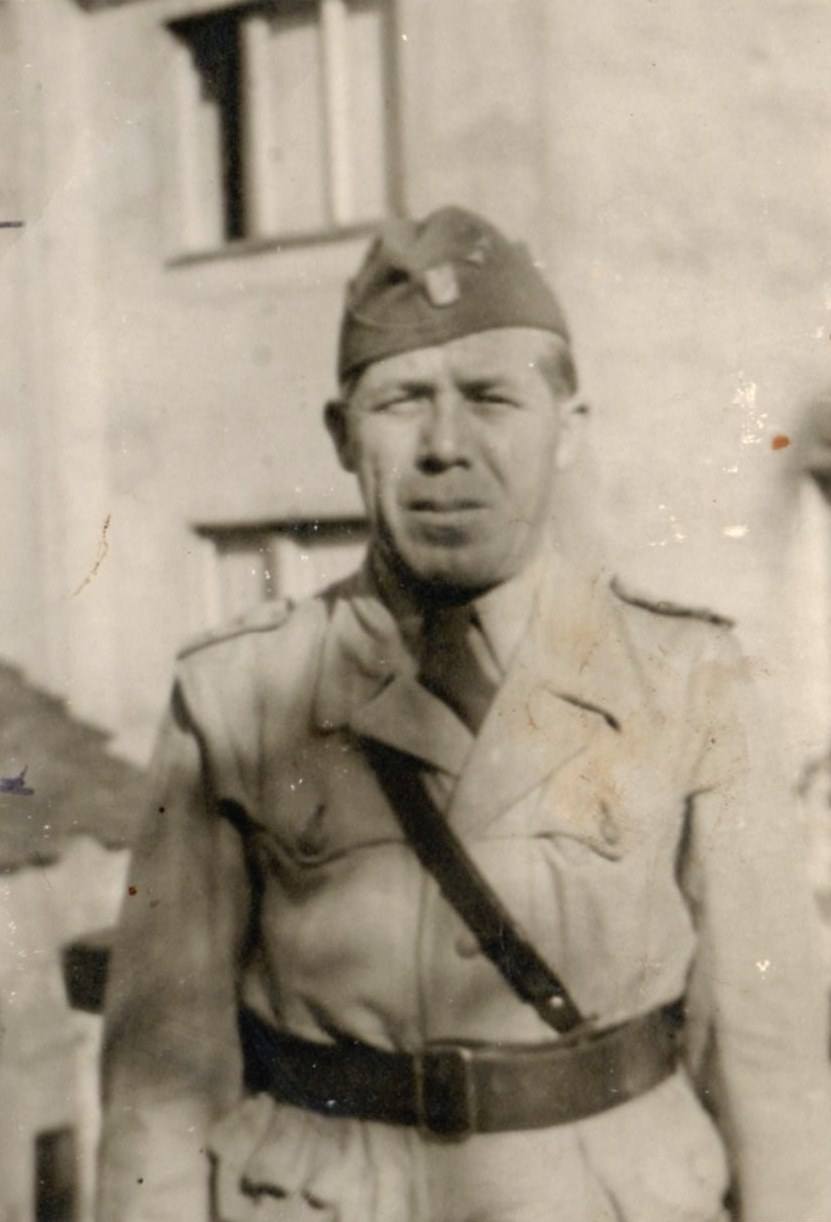
Bohuslav Sleza
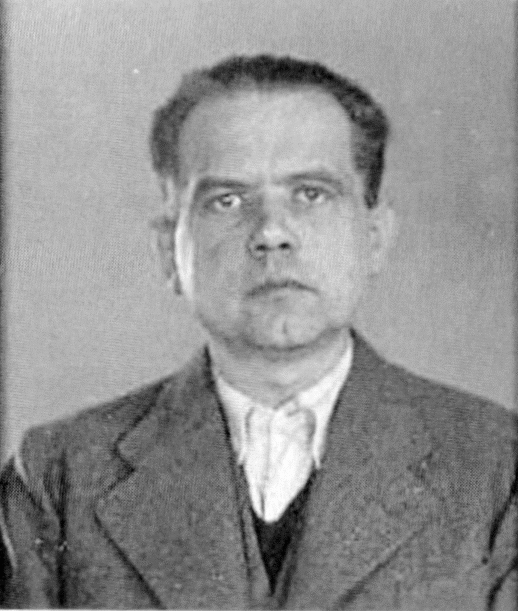
Otakar Schiedeck

Od začátku německé okupace Čech, Moravy a Slezska se v kancelářích legionářské obchodní organizace – Centrokomise (sídlící v budově na adrese: Na Florenci 1496/5, německy se ulice jmenovala Florenzgasse) – scházeli s jejím ředitelem Gustavem Svobodou přední činitelé Politického ústředí (PÚ), například Vladimír Klecanda nebo František Němec.
Jako ředitel legionářské obchodní společnosti Centrokomise měl Gustav Svoboda rozsáhlé známosti mezi pracovníky hospodářských a finančních institucí a zároveň byl osobou mající přístup do nejvyšších hospodářských a finančních kruhů protektorátu. To jej činilo klíčovým zdroje informací pro zpravodajskou síť Tří králů. Navíc jej s podplukovníkem Josefem Balabánem pojilo spolubojovnické pouto vytvořené z dob, kdy oba bojovali v legionářských útvarech na Rusi. Kromě toho, že Gustav Svoboda získával pro odboj zpravodajsky cenné informace hospodářského a finančního druhu, oplýval dostatečným přehledem a analytickými schopnostmi potřebnými pro jejich sumarizaci a vypracovávání přehledů o celkové hospodářské situaci v protektorátu.

### Zpravodajské aktivity
S ředitelem Centrokomise Gustavem Svobodou (odbojové krycí jméno „Havlíček“ nebo „Roudný“) úzce spolupracovala poměrně samostatná ilegální skupina vedená ředitelem Národní banky Josefem Filipem a složená z pracovníků Národní banky pro Čechy a Moravu. Josef Filip opatřoval kromě toho například cizí valuty osobám, které pak byly převáděny do zahraničí. Filipova skupina měla přímé spojení na podplukovníka Josefa Balabána, její členové se vyskytovali v objektu Národní banky pro Čechy a Moravu což byl jediný peněžní ústav v protektorátu (zcela ovládaný německou Říšskou bankou). Národní banka pro Čechy a Moravu sídlila v budově na adrese: Politických vězňů 936/7 (ulice se v letech 175 až 1946 jmenovala Bredovská, německy Bredauergasse). Členové této ilegální Svobodovy/Filipovy zpravodajské skupiny měli přístup i k informacím ze struktur Ministerstva obchodu odkud získávali zejména cenné údaje o vývozu a dovozu zboží z a do protektorátu. Gustavu Svobodovi pomáhal se shromažďování a vyhodnocování údajů prokurista Centrokomise ing. Feist.
Kromě spolupráce s lidmi ve vojenské ilegální skupině kolem podplukovníka Josefa Balabána pracoval Gustav Svoboda i pro ilegální organizaci ÚVOD, kde se stýkal s Františkem Němcem (krycí jméno „Přibyl“), dr. Václavem Holým (1900–1941) a dr. Kohákem. Pro ÚVOD dodával Gustav Svoboda v roce 1940 zprávy hospodářského charakteru (výsledky souhrnné hospodářské a politické špionáže) tak, že sumarizoval informace získané od Prokopa Drtiny (krycí jméno „Pavel Svatý“), od Františka Němce a od prof. Vladimíra Klecandy (krycí jméno „Kalvoda“).

### Kurýrní činnost
Kromě zpravodajských aktivit působil Gustav Svoboda též jako kurýr převážející zpravodajské informace z protektorátu do zahraničí, kam jezdil často na služební cesty (většinou cílící na Balkán). V létě 1939 podnikl Svoboda například obchodní cestu do Londýna, kde jednal o politických věcech s vyslancem Janem Masarykem a také (při stejném služební výjezdu) navštívil Paříž. V roce 1940 podnikl významnou cestu na Balkán, kde navštívil Bělehrad, Sofii a Cařihrad, kde měl projev k příslušníkům tamní československé emigrace.
Jako kurýra pro převoz dokumentů a zpravodajských informací používal domácí odboj i zaměstnance mezinárodní spediční firmy Jarolímek Vojtěcha Vrňatu, který často cestoval služebně na Balkánský poloostrov a který byl v kontaktu s pražskými odbojáři: Gustavem Svobodou a Ctiborem Trägerem

### Financování odboje
Kromě všeho uvedeného ovšem těžiště Svobodovy ilegální činnosti (při níž používal krycí označení „Havlíček“ nebo „Roudný“) spočívalo ve financování domácího odboje, neboť na fungování a chod protiněmeckých aktivit poukazoval nemalé finanční částky. Například před Vánocemi 1940 předal podplukovníku Josefu Balabánovi obnos 75 tisíc korun. Svoboda se podílel i na formulování hospodářských pasáží při tvorbě politického programu domácího odboje „Za svobodu“.

### Přechody za hranice
Jedním z příkladů organizování nelegálních přechodů osob z protektorátu za jeho hranice, na nichž se Gustav Svoboda organizačně podílel, se uskutečnil 26. prosince 1939. Tehdy se podařilo zorganizovat cestu vlakem do Bělehradu pro prvorepublikového politika a významného představitele Politického ústředí (PÚ) Prokopa Drtinu a jeho manželku i pro Vladimíra Klecandu. Kromě Gustava Svobody se na transportu podílel i další ze spolupracovníků tří králů Jiří Zeman. Kromě Zemana organizoval Svoboda přepravu významných osob z protektorátu do zahraničí i s bývalým československým legionářem v Francii a průvodčím lůžkových vozů Aloisem Fürbacherem (* 5. ledna 1893).

Spolupracovníci v odboji (kurýři a převaděči)
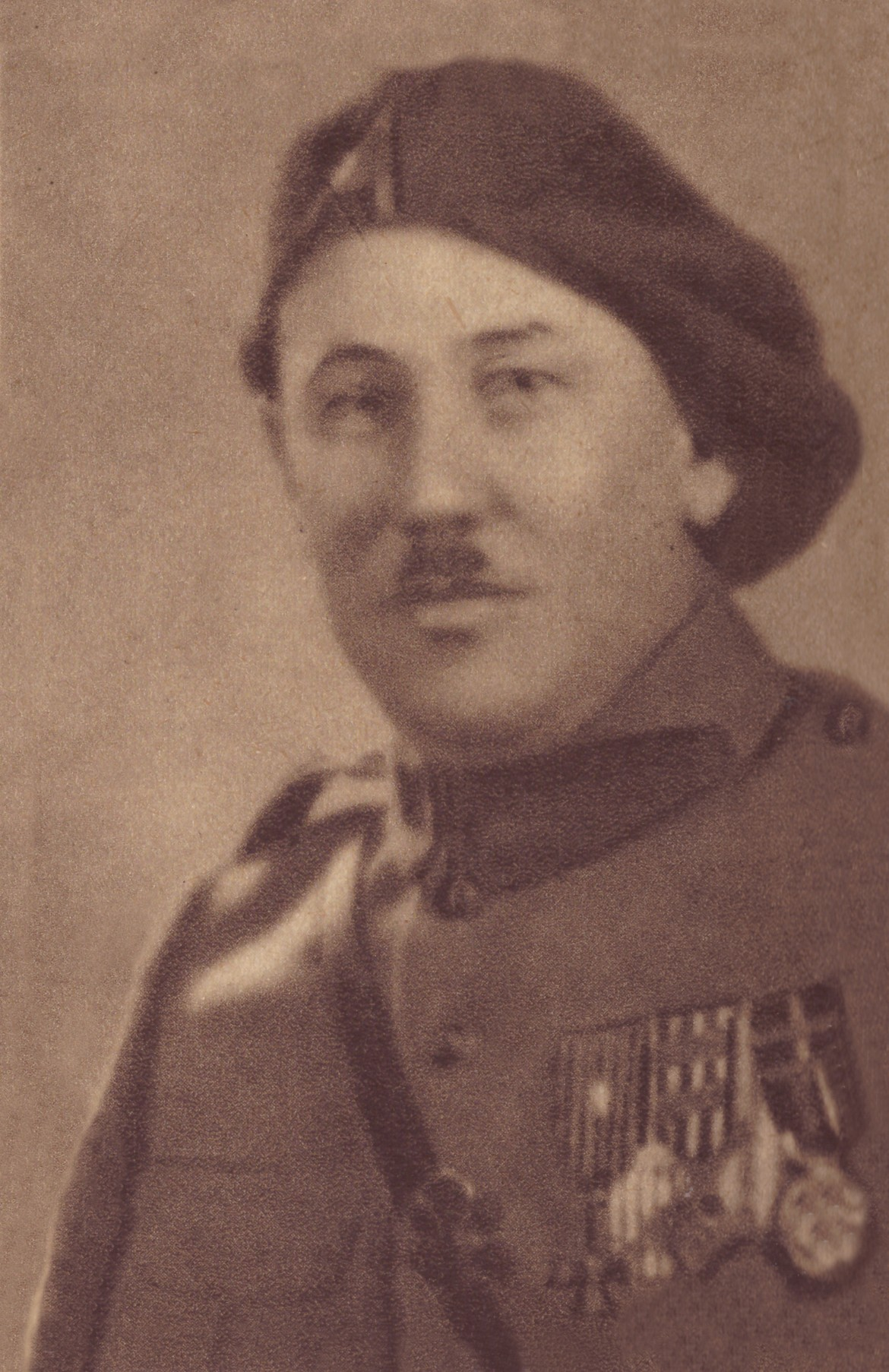
Jiří Zeman
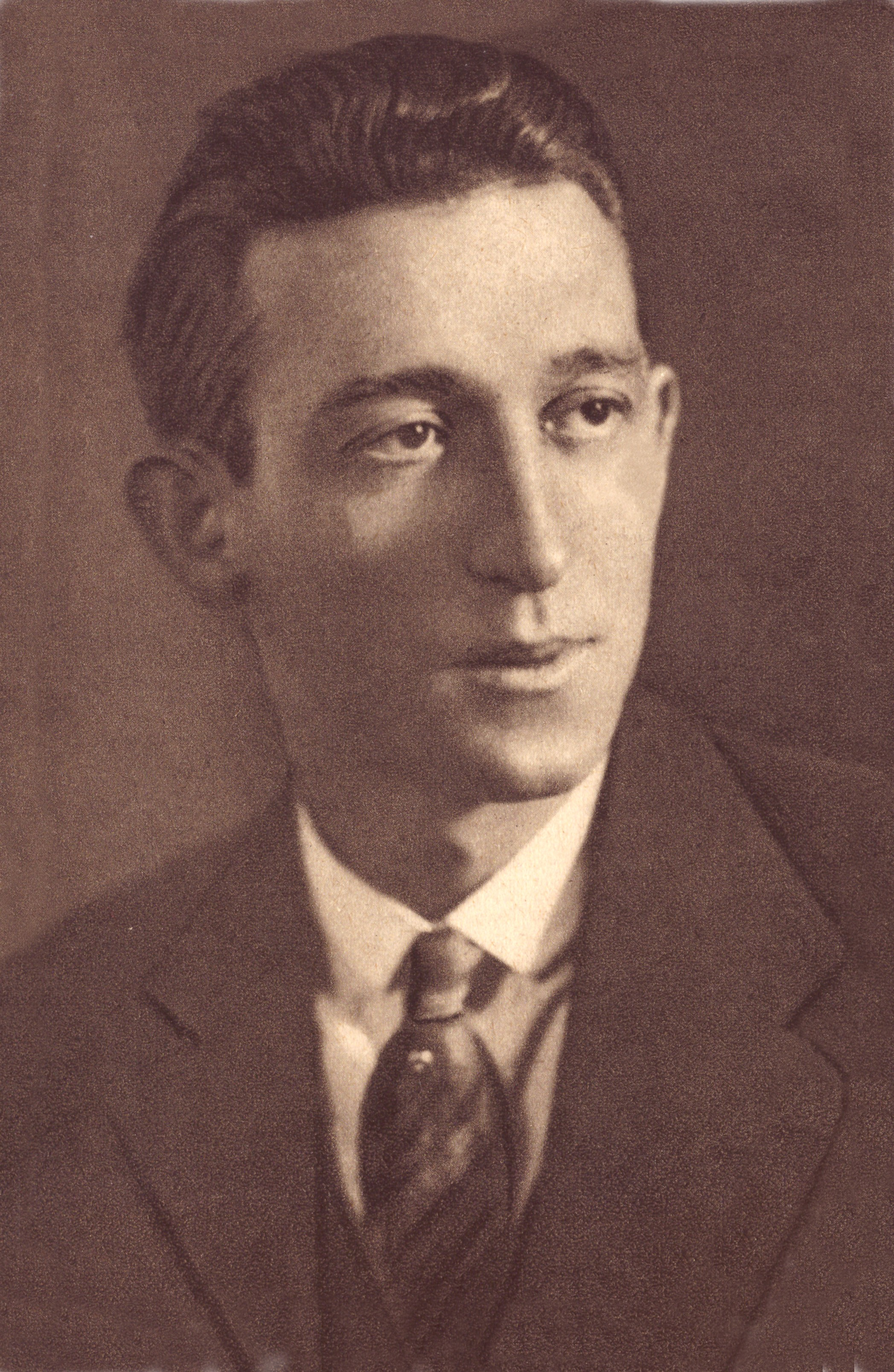
Vojtěch Vrňata
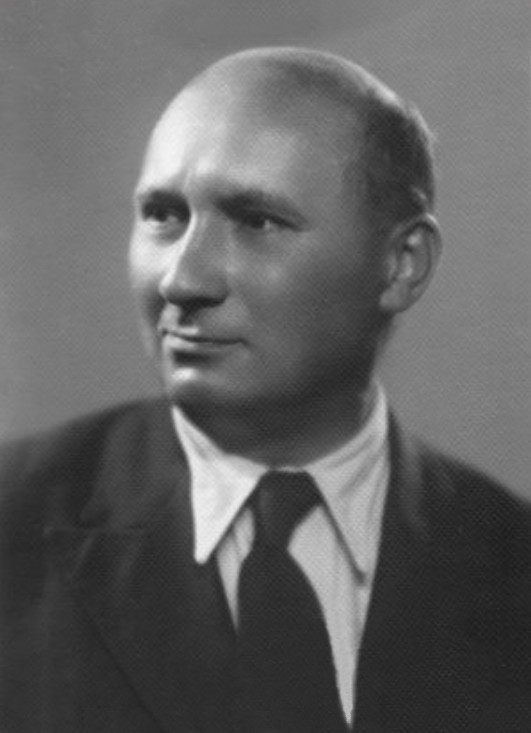
Ctibor Träger

### Zatčení, věznění, rozsudek, ...
Gustav Svoboda byl v Praze zatčen gestapem 6. prosince 1941. Svoboda při vyšetřování tvrdil, že sice podporoval rodiny vězněných a popravených, ale že šlo o jeho finanční prostředky, které jim dával. Byl nařčen ze zprostředkovávání přepravy balíčků ze zahraniční (dále předávané hlavně podplukovníku Josefu Balabánovi). Tuto skutečnost Svoboda doznal, a sice, že v kanceláři přijímal a doručoval balíčky známým, ale že neznal jejich obsah. Žaloba tvrdila, že šlo o anglické a francouzské časopisy a ilegální literaturu.
Svoboda byl nejprve vězněn v policejní věznici v Malé pevnosti Terezín a pak v Berlíně.
Dne 10. března 1943 byl odsouzen Lidovým soudním dvorem v Berlíně k trestu smrti za přípravu k velezradě a zemězradu (především za spolupráci s odbojovou organizací Obrana národa). Téhož dne byl odsouzen k trestu smrti i generál Alois Machačík, pokladník Obrany národa Josef Srstka a štábní kapitán Václav Adam.
Dne 26. května 1943 se Svobodův právní zástupce berlínský advokát dr. Grüll dozvěděl o zamítnutí žádosti o milost pro Gustava Svobodu.
Rozsudek byl vykonán stětím gilotinou 1. června 1943 ve věznici Plötzensee v Berlíně–Charlottenburgu. Společně s Gustavem Svobodou byli ve stejný den a na stejném místě popraveni: Josef Srstka, Alois Machačík a Václav Adam.

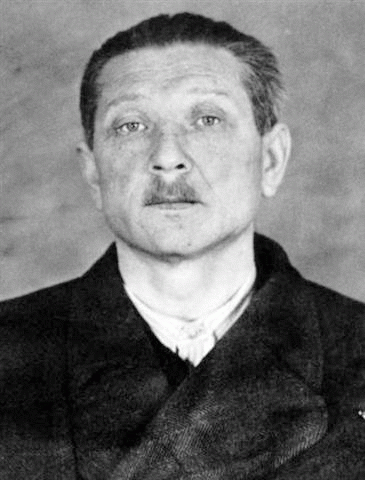
Josef Srstka
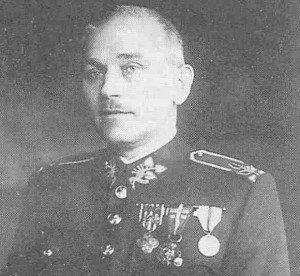
Alois Machačík
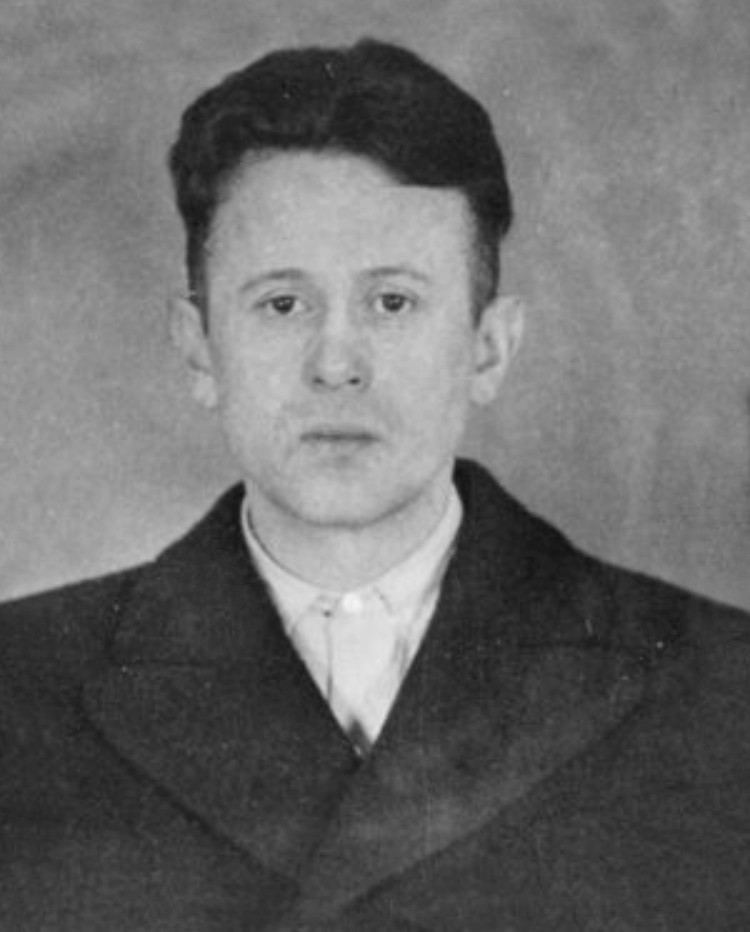
Václav Adam

Vyšetřován byl i jedenáctiletý Svobodův syn Gustav Svoboda mladší, ale nakonec (když se od něj nic podstatného nedozvěděli) jej němečtí vyšetřovatelé propustili na svobodu.